# Thomas Lambert
Thomas Lambert (ur. 31 maja 1984 r.) – szwajcarski narciarz dowolny, specjalizujący się w skokach akrobatycznych. Najlepszy wynik na mistrzostwach świata osiągnął podczas mistrzostw w Ruka, gdzie zajął 8. miejsce w skokach akrobatycznych. Jego najlepszym wynikiem olimpijskim jest 12. miejsce w tej samej konkurencji na igrzyskach olimpijskich w Vancouver. Najlepsze wyniki w Pucharze Świata osiągnął w sezonie 2011/2012, kiedy to zajął 12. miejsce w klasyfikacji generalnej, a w klasyfikacji skoków akrobatycznych zajął trzecie miejsce.

## Sukcesy

### Igrzyska olimpijskie
| Miejsce | Dzień     | Rok  | Miejscowość | Konkurencja        | Zwycięzca        |
| ------- | --------- | ---- | ----------- | ------------------ | ---------------- |
| 14.     | 23 lutego | 2006 | Turyn       | Skoki akrobatyczne | Han Xiaopeng     |
| 12.     | 25 lutego | 2010 | Vancouver   | Skoki akrobatyczne | Alaksiej Hryszyn |

### Mistrzostwa Świata
| Miejsce | Dzień    | Rok  | Miejscowość          | Konkurencja        | Zwycięzca        |
| ------- | -------- | ---- | -------------------- | ------------------ | ---------------- |
| 8.      | 18 marca | 2005 | Ruka                 | Skoki akrobatyczne | Steve Omischl    |
| 26.     | 10 marca | 2007 | Madonna di Campiglio | Skoki akrobatyczne | Han Xiaopeng     |
| 23.     | 4 marca  | 2009 | Inawashiro           | Skoki akrobatyczne | Ryan St. Onge    |
| 22.     | 4 lutego | 2011 | Deer Valley          | Skoki akrobatyczne | Warren Shouldice |

## Puchar świata

### Miejsca w klasyfikacji generalnej
- 2001/2002 – 107.
- 2002/2003 – -
- 2003/2004 – 107.
- 2004/2005 – 72.
- 2005/2006 – 83.
- 2006/2007 – 28.
- 2007/2008 – 35.
- 2008/2009 – 29.
- 2009/2010 – 44.
- 2010/2011 – 43.
- 2011/2012 – 12.

### Zwycięstwa w zawodach
1. Lake Placid – 21 stycznia 2012 (Skoki akrobatyczne)

### Pozostałe miejsca na podium w zawodach
1. Mont Gabriel – 25 stycznia 2009 (Skoki akrobatyczne) – 3. miejsce
2. Mińsk/Raubicze – 25 lutego 2012 (Skoki akrobatyczne) – 3. miejsce